# إيهاب معوض
ايهاب معوض هو صحفي وكاتب مصري ومهندس ديكور ولد في السابع والعشرين من مارس عام 1979، وحصل على بكالوريوس الفنون الجميلة، بالإضافة إلى دبلومة في الإرشاد الزوجي، ثم بدأ يكتب مقالات اجتماعية فيما يختص بالعلاقات الأسرية وعلاقة الرجل بالمرأة في المجتمع المصري بعدد من الصحف المصرية، وقد صدرت أولى مؤلفاته عام 2012 بعنوان «الرجال من بولاق والنساء من أول فيصل».

## مؤلفاته
كتب ايهاب معوض العديد من المؤلفات، ومنها:
- الرجال من بولاق والنساء من أول فيصل: صدرت عام 2012 عن دار الرواق للنشر والتوزيع بالقاهرة.[6][7]
- برضة هتجوز تانى: صدر عام 2013 عن دار الرواق للنشر والتوزيع بالقاهرة.[8]
- واى من لوف مزز: صدر عام 2013 عن دار الرواق للنشر والتوزيع بالقاهرة.[9][10]
- كتالوج سي السيد: صدر عام 2017 عن دار الرواق للنشر والتوزيع بالقاهرة.[11]
- واي من لوف ...؟: صدر عام 2018 عن دار الرواق للنشر والتوزيع بالقاهرة.[12]
- كيمو شهريار التجمع: صدر عام 2020 عن دار الرواق للنشر والتوزيع بالقاهرة.[13]